# Sybistroma songshanensis
Sybistroma songshanensis är en tvåvingeart som beskrevs av Zhang och Yang 2005. Sybistroma songshanensis ingår i släktet Sybistroma och familjen styltflugor. Inga underarter finns listade i Catalogue of Life.